# میکو

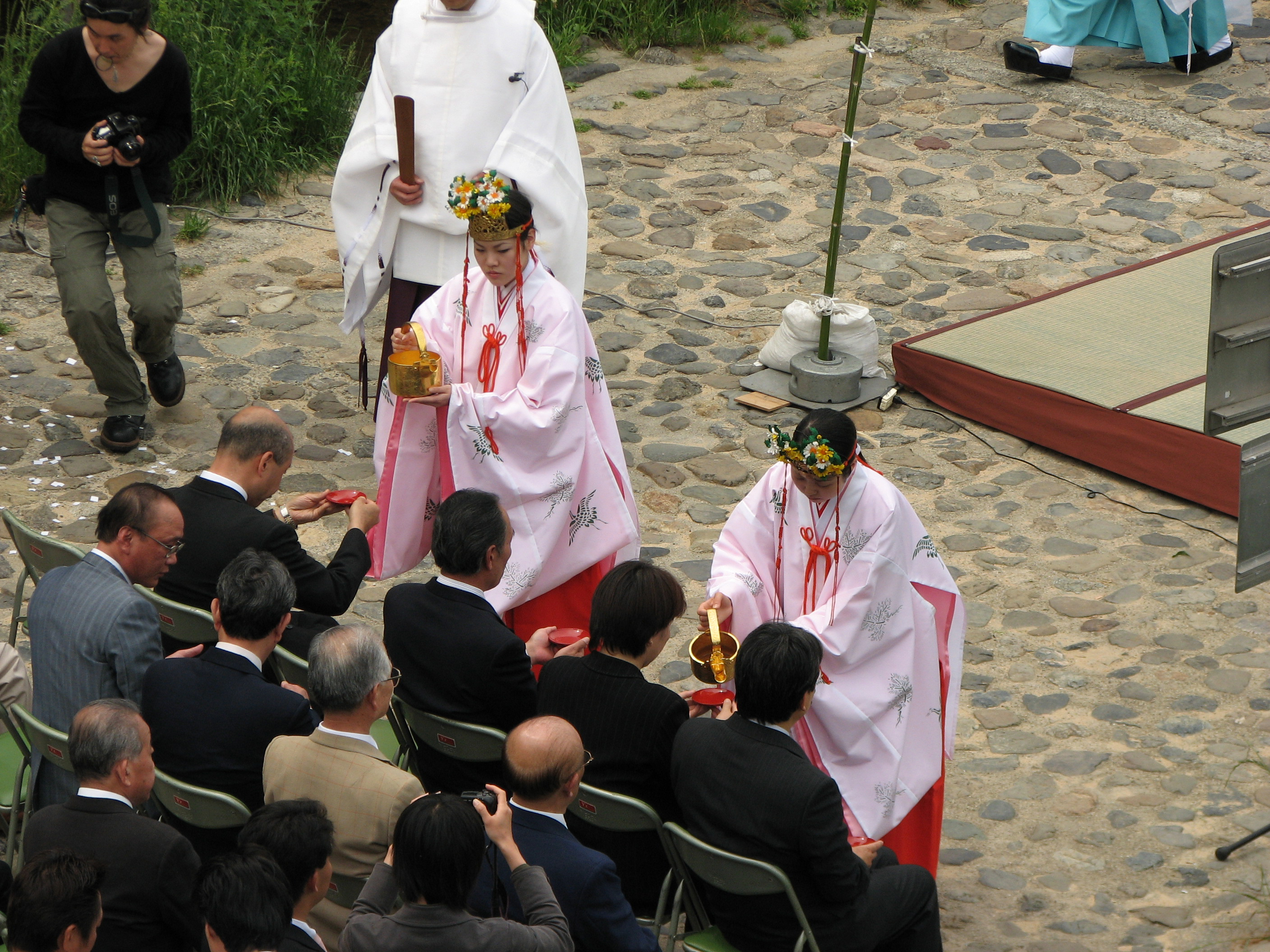
دو میکو یا خدمهٔ زن زیارتگاه در یک معبد شینتویی.

میکو (به ژاپنی: 巫女, Miko) در خدمهٔ زن در یک معبد شینتویی گفته می‌شود. خانم های جوان میکو آن طور که تصور می‌شود، راهبه‌های باکره نیستند. آنها دختران کاهنان یا ساکنان محلی هستند که نقش اصلی آنها اجرای رقص‌های تشریفاتی در پیشگاه کامی است، لیکن بعضی از کارهای جزئی زیارتگاه را هم که به آنها محول می‌شود، انجام می‌دهند. وقتی دخترهای جوان ازدواج می‌کنند، این وظیفه بر عهدهٔ عده‌ای دیگر قرار می‌گیرد.
لباس میکوها مثل لباس خود کاهنان شبیه لباس‌های درباری دوره هی‌آن است. این لباس از یک کیمونوی سفید با دامن قرمز چاکدار تشکیل شده است. میکوها وقتی به اجرای مراسم کاگورا می پردازند، موهای خود را که ممکن است طبیعی یا از جنس کلاه‌گیس‌های مصنوعی باشد به صورت یک دستهٔ بلند گیسوان در پشت سر آویزان می‌کنند و با روبان قرمز رنگی می‌بندند. برای پوشش پا نیز جوراب‌های مخصوص سفید رنگ ژاپنی به نام تابی استفاده می‌کنند. کفش‌ها نیز از جنس صندل‌های معمولی بیرونه از منزل با بندهای چرمی سفید است.